# Paraíso Novillero
Paraíso Novillero es una población del municipio de Cosamaloapan de Carpio, en el estado de Veracruz, México. 

## Principales actividades
El pueblo está principal dedicado a la cosecha de la caña de azúcar, así como a la pesca y la ganadería., su producción de la caña de azúcar lo asumen desde finales del siglo XIX y principios del siglo XX, cuando en el año de 1900 contaron con un gran ingenio azucarero, el cual trabajó durante 61 años, siendo este un gran ingenio y una gran fuente de trabajo para los novillerenses. Por otro lado, la ganadería y la agricultura son actividades que se siguen plantando en los cimientos del pueblo de Paraíso Novillero.

## Historia
Paraíso Novillero, tiene sus orígenes a partir del 31 de mayo de 1898, cuando fue fundado por el señor Joaquín Gutiérrez Pitalua, mismo que era originario de Tuxtilla, Veracruz. Según la historia años más atrás Paraíso Novillero, perteneció a la Hacienda Santo Thomas de Las Lomas en el año de 1600 y fue hasta el año de 1880 cuando el señor y Antiguo Diputado de la Dordogne Francesa Napoleón Magne, compró 9305 hectáreas a dicha hacienda, con motivos de la construcción de un Ingenio Azucarero.
Paraíso Novillero, contó con unos de los Ingenios Azucareros más grandes e importantes  del mundo, dicho Ingenio fue llamado Sociedad Agrícola E Industrial Francesa del Paraíso Novillero. Comenzó a ser construido en el año de 1898 por el señor Napoleón Magne y su esposa la señora Angélica Matilde  Gabriela Wesley de Magne. 
Comenzó su producción, abriendo sus puertas un 1 de octubre de 1900, siendo su primer director general el señor José Pailles de Pont y sus principales socios los señores Auguste Genin y Waubert de Genlis de Natois., como dueña queda la señora  Angélica Matilde  Gabriela Wesley  Viuda de Magne, debido a que en el mes de enero del mismo año 1900, muere el señor Napoleón Magne de causas desconocidas, no logrando ver su proyecto (Ingenio) de pie y en producción.   
En el año de 1902 llega como director general el señor Janswer Hardy, quien fue un importante Ingeniero y personaje dentro de la Historia de dicho ingenio, debido a que gracias a sus estrategias e innovaciones dentro del ingenio, lo lograron posicionar como el más grande del mundo en el año de 1905, logrando a su vez obtener múltiples inversiones por partes de personas extranjeras como estadounidenses, cubanos, puertorriqueños, hindús, españoles, franceses y entre otros sumando un total de 26 países que invirtieron en el Ingenio del Paraíso Novillero. Desafortunadamente Janswer Hardy deja el Ingenio en el año de 1905 por motivos de enfermedad. 
El 1 de julio de 1905 entra como director general  el señor Alexander Francisco León Pailles de Pont, quien fuese hermano de José Pailles de Pont. Este señor Francisco Pailles, llega durante el Porfiriato, junto con su esposa la señora María de la Cruz Brizuela de Pailles y junto a ellos su pequeño hijo Pablo Pailles Brizuela. Este importante personaje, durante su mandato como director general, logró grandes tratos y proyectos para la Sociedad Agrícola E Industrial Francesa del Paraíso Novillero., como en el año de 1908 cuando se implemento una locomotora con capacidad necesaria para llevar caña de azúcar al dicho Ingenio, por otro lado en el año de 1906 se firma el tratado de los Cuartetos, el cual también beneficio a la producción del Ingenio de Paraíso Novillero. 
Es mencionable la descendencia de los señores Pailles, teniendo 4 hijos, Pablo Pailles Brizuela, Francisco Pailles Brizuela, Antonio Pailles Brizuela y María de la Cruz Pailles Brizuela. También es mencionable que el señor Francisco Pailles Brizuela es considerado el dueño del predio Rancho Nuevo ahora Nopaltepec. 
En el año de 1908 La Sociedad Agrícola E Industrial Francesa de Paraíso Novillero, a cargo del Señor Alexander François León Pailles de Pont, firma el tratado de conexión ferrocarrilera con los Ingenios San Gabriel, San Cristóbal y Lerdo de Tejada. Esto con el fin de una mayor exportación de materia prima (Caña de Azúcar), Personal y destilado de alcohol, así como los sacos de producción de azúcar. Debemos de recalcar que está idea la tuvo la Señora Daría Klevitz quien era la encargada del área de logística y exportación de los productos obtenidos en la Sociedad Agrícola E Industrial Francesa de Paraíso Novillero. La señora era de orígenes filipinos y era una de las cabezas principales de la Industria, Poniendo el nombre de las Mujeres en alto durante la historia del Ingenio Paraíso Novillero.
La locomotora conectaba a los ingenios que conformaban a los cuartetos, además de que la estación principal se encontraba en Paraíso Novillero y otras estaciones por mencionar algunas eran el  Kilómetro 20, Plan Bonito, Saladero, El Roble, Bálsamos, y Estación Tuxtilla.
El Ferrocarril fue uno de los proyectos más favorables para las 4 Industrias debido a que esto hizo que todos estos Ingenios desarrollarán como industrias siendo Paraíso Novillero la Industria Azucarera más Innovadora, Desarrollada y Productiva de la Cuenca del Papaloapan, sin antes mencionar que ya era la más grande e importante del Mundo Industrial.

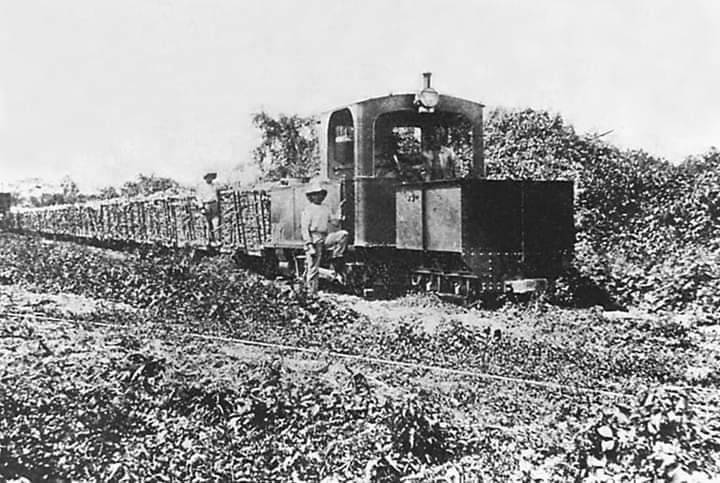
Ferrocarril de Paraíso Novillero, 1908

Además de que está locomotora perteneció a la Primera Revolución Industrial (La mecanización). Fue diseñada por la Industria Decauville y por el señor Paul Decauville, el cual habló directamente con el mismo Napoleón Magne ante de su muerte, dicha locomotora tuvo un costo de $8,500.00. 
En el año de 1906 Don Francisco León Pailles (Gerente y director general)  Auguste Genin (Director Segundo), firman el acuerdo de convenio y unión junto a San Gabriel, San Cristóbal y el Ingenio de Lerdo de Tejada, volviéndose la Asociación de los Cuartetos.
¿Qué eran los Cuartetos?
Se le llamo los cuartetos a los cuatro Ingenios Azucareros que conectaban la producción de azúcar en los siglos XIX y XX. Siendo estos los integrantes, El Ingenio San Gabriel, Ingenio San Cristóbal, Ingenio Lerdo de Tejada Y El Ingenio Paraíso Novillero. Siendo San Gabriel, Lerdo de Tejada y San Cristóbal Ingenios de Origen Español, mientras que El Paraíso Novillero era de origen francés. El Ingenio El Paraíso Novillero era la cabecera de los cuartetos debido a que era el Ingenio que más producía azúcar, además de que era el que más inversiones obtenía por parte de inversionistas extranjeros.
Durante los cuartetos el estado de Veracruz se posicionó como el estado con las industrias más productivas de México y se volvió el estado con la industria azucarera más grande del mundo, siendo esta la Sociedad Agrícola E Industrial Francesa de Paraíso Novillero. Durante los cuartetos se tuvieron acuerdos e innovaciones que ayudaron con la productividad de los diferentes ingenios, tales como la conexión por vía ferrocarril en el año de 1908, la conexión por vía del Rio Papaloapan en el año de 1915 y la estación principal ubicada en Paraíso Novillero en el año 1910.
La unión de los cuartetos hizo que las inversiones y crecimiento por parte de extranjeros se viera reflejado en las diferentes economías en capital que se presentaban en cada uno de ellos, siendo Paraíso novillero el ingenio con más inversiones obtenidas por parte de extranjeros.
En el año de 1915, la Sociedad Agrícola E Industrial Francesa del Paraíso Novillero a cargo de María Brizuela de Pailles, firma el convenio de conexión fluvial por el Río Papaloapan, junto a los ingenios San Gabriel, San Cristóbal y Lerdo de Tejada. Esto con motivo de la exportación de materia prima (caña de azúcar), destilado de alcohol y azúcar. Es por ello que en 1915 llegan a las aguas del Río Papaloapan los famosos chalanes jalados por sus mulas.
¿Los Chalanes?
Eran una clase de balsas con capacidad de soportar 80 toneladas de caña de azúcar, además eran el transporte de cargas de azúcar, destilado de alcohol y su principal carga la caña de azúcar.
¿Las Mulas?
Eran una clase de barcos capaces de jalar hasta 7 chalanes y su carga, estos eran tripulados por personas capaces de operar estos aparatos.
Los chalanes y sus mulas fueron la respuesta para una mejor producción en los diferentes ingenios de la zona del Papaloapan.
Algunas personas relatan que era un espectáculo increíble, el simple hecho de ver estos sistemas fluviales pasar por el Río Papaloapan con sus cargas.
La Sociedad Agrícola Industrial Francesa de Paraíso Novillero fue la más favorecida debido a las enormes exportaciones de caña que entraban a sus instalaciones, para la producción de azúcar.
En el año de 1914, llega a tierras de Paraíso Novillero el señor Emilio Bacardí (Hijo de don Facundo Bacardi Masso), con fines de comprar una destilería en tierras mexicanas. Esta destilería se encontraba en la Sociedad Agrícola E Industrial Francesa del Paraíso Novillero.
Pero cómo ¿Era que este cubano había dado con esta destilería?
Pues esto fue gracias al señor Guillermo Da Cue, quien constantemente visitaba a don Facundo Bacardi Masso, debido a que eran excelentes socios de negocios, debemos de mencionar también, que el señor Guillermo Da Cue, era un importante accionista e inversionista de la industria de Paraíso Novillero. 
Don Emilio Bacardi inspeccionó totalmente la destilería que contenía la industria del Paraíso Novillero y según los escritos por el señor Auguste Genin., el señor Emilio Bacardi quedó totalmente sorprendido al ver que siendo una industria de un pueblo el cual nadie conocía, obtenía un grandioso potencial en la producción de la destilación de alcohol, es por ello que firma ese mismo año el tratado de la destilería Ron Bacardi, la cual firmó junto al señor Pablo Pailles Brizuela (hijo de don François León Pailles de Point). 
Este tratado quedó pausado debido a que el señor Emilio Bacardi falleció en el año de 1922., quedando su proyecto, como un proyecto pausado. No fue hasta el año de 1930 que accionistas e inversionistas de la compañía "Bacardi" retomaron el proyecto "Ron Bacardi Paraíso Novillero", volviéndose un mega proyecto innovador en la industria. Ese mismo año para ser exacto una fecha, un 8 de noviembre de 1930, la Compañía "Bacardí", envía ha esta destilería un par de Químicos, los cuales serían responsables de la producción de esta destilería., Es así que gracias a estos dos químicos, se produce un 25 de noviembre de 1930, la primera producción de Ron Bacardí., Siendo Paraíso Novillero, el primer lugar en producir Ron Bacardí fuera de Cuba, y posteriormente ubicando sus oficinas en la Ciudad de México, siendo el responsable de estas oficinas el Señor Aquiles López Candia. Pero este Ron, tenía que ser presentado de una manera distinta., Es por ello que este ron se envaso en una presentación de murciélago, la cual se llamó "el murciélaguito".

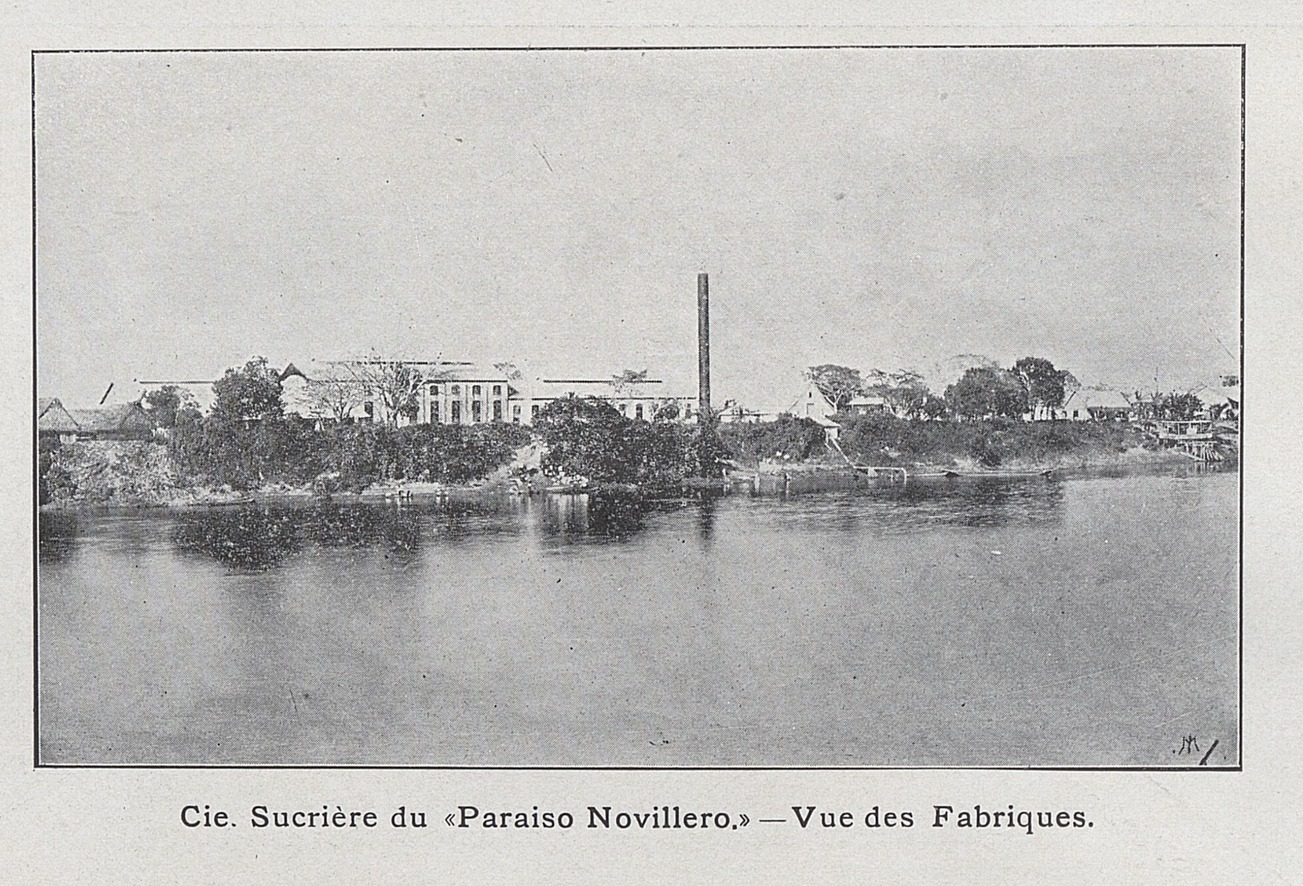
El Titan Frances, Ingenio Paraíso Novillero, 1900

Con esta pequeña reseña, podemos llegar a la conclusión, sobre el gran impacto industrial, que tuvo la Sociedad Agrícola E Industrial Francesa del Paraíso Novillero, a través de los años que desempeñó como una industria innovadora.
Paraíso Novillero es un pueblo megadiverso en cuestiones de cultura y tradiciones, es por ello, que se mencionan las más importantes y destacadas. 
El Jaripeo
El jaripeo es un tipo de rodeo que se practica los días 1 de enero de cada año como festejo del inicio de un nuevo año. Consiste en montar a toros, potros o reses. En este espectáculo público, los jinetes y vaqueros realizan ejercicios como la doma de potros, el lazo, las coleadas, entre otros. Tienes sus orígenes en el año de 1990, año en que se implemento como una nueva tradición del pueblo. 
El Carnaval
El carnaval es una tradición que se implemento en el año de 1950 y la cual tenia la finalidad de recaudar fondos para el pueblo. Hoy en día es una fiesta llena de alegría, donde se corona a los reyes del carnaval, hay comparsas y baile que engalanan las noches de fiesta. 
María Josefa Copto López (Chepita Copto), es considerada la  primera Reina del Carnaval de Paraíso Novillero, 1950. 
La Mojiganga 
Es una fiesta burlesca, dónde se desempeñan y caracterizan la armonía, la alegría y la bullanga. Según la historia, Paraíso Novillero empezó a celebrar está tradición en el año de 1902, año en qué fue fundada la Iglesia Católica, misma que fue construida por los señores Francisco León Pailles de Pont y María de la Cruz Brizuela de Pailles. Su celebración se debe a las vísperas de las fiestas de la Virgen de Guadalupe, misma que es el Santo Patrono del Pueblo de Paraíso Novillero., esta fiesta, se concentra en dos partes las cuales son "La Mojiganga", y "La Papeleta", en la primera las personas se visten de diablos o criaturas espeluznantes, recorren las principales calles espantando a niños y correteando gente., en la segunda se presentan figuras de escala mayor, elaboradas con caña de otate, flor de caña, periódico, y entre otros recursos de la región del Papaloapan.
La Virgen de Guadalupe
Esta festividad tiene inicios a partir del año de 1902, cuando la familia Pailles de Pont, Construyó la Iglesia Católica. En esta fiesta se hacen danzas, bailes, entre otras cosas, con fines de festejar al Santo Patrono del pueblo. Se lleva a cabo un día después de  la mojiganga, siendo esta fecha el 12 de diciembre de cada año. 
El Viejo
La tradición del Viejo es una celebración veracruzana que se realiza cada 31 de diciembre para despedir el año y dar la bienvenida al nuevo. En esta tradición, personas caracterizadas como El Viejo salen a las calles a bailar y pedir dinero al ritmo de la conga o batucada. No se tiene con exactitud la fecha en la que se empezó a celebrar en Paraíso Novillero., pero es una festividad muy alegre y dinámica de cada año. 
La iglesia Católica
Fundada en el año de 1902, por Doña María de la Cruz Brizuela de Pailles y Francisco Pailles de Pont, ha sido un gran símbolo histórico de como los franceses cambiaron las ideologías dentro de nuestro Estado, así de la gran importancia de la familia Pailles.   
Las Criptas de los Pailles

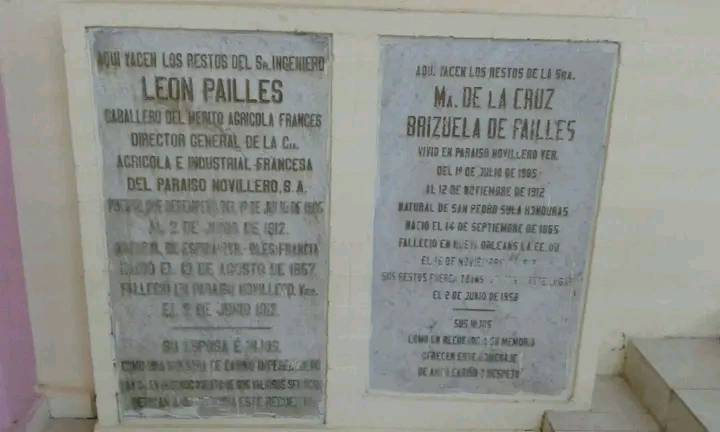
Criptas de los Pailles Brizuela, Paraíso Novillero, 2019

En el corazón de la Iglesia católica, se encuentran dos criptas, en las cuales se encuentran los restos de los Pailles, los cuales fueron muy importantes en la historia de la Industria del Paraíso Novillero. 
El Árbol de Pochote
Uno de los monumentos históricos importantes del pueblo de Paraíso Novillero, es el árbol de Pochote o Pochota. Este árbol según las escrituras del libro "Industries du sud du Mexique", libro escrito por el señor "Auguste Genin", nos menciona que este árbol fue plantado en el año de 1880 cuando don Napoleón Magne compró las 9305 hectáreas de terreno a Santo Tomás de las Lomas. Se dice que don Napoleón Magne sembró este árbol como punto donde sería la edificación de la Industria Azucarera "El Paraíso Novillero".
Entonces según los cálculos este árbol tiene alrededor de 144 años, siendo un monumento histórico muy importante para su historia de dicho pueblo. 
La Chimenea
La chimenea llamada, chimenea "Hardy", fue construida en el año de 1955, por los hijos de los señores Fco. León Pailles y María de la Cruz  Brizuela de Pailles. La chimenea según los escritos, es símbolo de unión y recuerdo de lo que fue la Compañía Agrícola E Industrial Francesa del Paraíso Novillero, empresa que fue del señor Diputado de la Dordogne Napoleón Magne. Según los escritos establecidos por el libro, "Industries du sud de Veracruz", establece que la chimenea lleva un logo en la parte superior, el cual es el logo del escudo de la Compañía Magne y logo de Paraíso Novillero. Se dice que, si la chimenea es derrumbada, sería símbolo de la caída de la historia, de la Compañía Magne. Hoy en día la chimenea es algo que simboliza el pueblo de Paraíso Novillero y lo cual lo hace un pueblo rico en historia francesa.
Los Túneles
Ubicados en las instalaciones de la Escuela Secundaria Técnica e Industrial #32 de dicho pueblo, fueron un desagüe de melaza de la caña de azúcar, actualmente son considerados un monumento histórico, debido al diseño arquitectónico que utilizaron los franceses en el año de 1900, para crear dicho sistema.
Napoleón Pierre Magne
Napoleón Magne fue un político francés nacido el 7 de junio de 1835 en Reims (Marne) y fallecido el 9 de enero de 1900 en París.
Nieto de Pierre Magne, ministro del Segundo Imperio, fue admitido en la escuela militar de Saint-Cyr en 1854; luego a la escuela de caballería de Saumur. Dejó el ejército en 1867 con el grado de capitán. Fue consejero general y diputado por Dordoña de 1890 a 1898, de derecha, bonapartista y conservador.
Generosamente, puso a disposición el castillo de Trélissac, conocido como castillo Magne, para atender a los heridos durante la Gran Guerra, y luego lo legó a la ciudad de Périgueux con la condición de que se convirtiera en un hospicio para ancianos.
En el año de 1879 Napoleón Magne con 44 años de edad, comienza un viaje por el mundo con fines de inversión y creación de una industria azucarera. Durante su viaje visito algunos lugares como la India, Estados Unidos, Italia, Brasil, Filipinas, China, Japón y finalmente México. Fue ahí en México para ser exacto en el Estado de Veracruz cuando visito la Hacienda Santo Thomas de Las Lomas, lugar que le vendería una gran extensión de terrenos para la creación de la Sociedad Agrícola E Industrial Francesa De Paraíso Novillero.  
El año de 1880 Napoleón Magne compra a la Hacienda Santo Thomas de Las Lomas 9305 Hectáreas de Terreno con el fin de la creación de su Industria Azucarera, industria que llevaría el nombre de Sociedad Agrícola E Industrial Francesa De Paraíso Novillero en unos años más. 
Alexander Françoise León Pailles de Pont
Fue un importante socio, accionista e ingeniero francés originario de Espira Pyr, Oles, Francia., reconocido por sus aportes a la Sociedad Agrícola del Paraíso Novillero, el cual  llego a Paraíso Novillero un 1 de julio de 1905, mismo día que tomo posición de director general de la Industria. Esposo de la Señora María de la Cruz Brizuela de Pailles., con la cual tuvo 4 hijos, Pablo Pailles Brizuela, Francisco Pailles Brizuela (Considerado el Dueño de Nopaltepec), Antonio Pailles Brizuela y María de la Cruz Pailles Brizuela. 
Fernando Lara Hernández
Fernando Lara Hernández, nació el  27 de noviembre de 1966 en la Loc. De Paraíso Novillero,  tiene actualmente 57 años hijo de Don Fernando Lara Hernández y su madre la señora Josefa Hernández Rodríguez , nos cuenta el amor por la pintura nació desde sus 2 años cuando por travesura pintaba las paredes de su casa y las casas de los vecinos, su primer mural fue realizado en un templo evangélico nombrado Ríos de Agua Viva en su localidad natal, dicho mural se proyecto una hermosa cascada.
Sus pinturas y obras las ha realizado en toda la cuenca del Papaloapan, por mencionar algunos municipios (Tlacotalpan, Amatlán, Carlos A. Carrillo, Cosamaloapan), pero también las ha realizado en Huamantla Tlaxcala, en el norte de Oaxaca y todo el estado de Veracruz , es Casado el nos comenta que el mural proyectado en el parque central Marcos Carrillo Herrera, tiene 60 horas de trabajo que fue plasmando en tiempos diferidos.
Obras como el viacrucis de la parroquia San Isidro , La Candelaria en la calle Nicolás Bravo, el mural del DIF de Cosamaloapan, son unas de las artes plasmadas que se pueden apreciar en la ciudad, su pasatiempo favorito además de la pintura es escuchar música en especial la tropical género que domina en nuestra región, entre más talentos que posee es compositor de temas musicales dedicados al arte.
El mural del parque central, la Morena Chula sentada en un sillón típico, es en honor a un verso de la también Cosamaloapeña Célica Azamar, debajo de ella se encuentran las flores de naranja en color blanco, en la oreja un Tulipán, y en su mano la flor más rica en componentes para la mariposas en su mayoría Endémica que su población Reyna en la región de la Cuenca.
Roger Lucach Muñoz 
Dueño del salón paraíso y el anfitrión de grandes bailes que se hacían en el pueblo, siendo reconocido en toda la cuenca por traer a su salón los mejores grupos musicales de la época, como chico che, los Vásquez, los caracoles y entre otros. Su fama de dicho salón fue de los años 80s a los 90s, dicho salón que fue nombrado por muchos como el "Salón de los Grandes Eventos".  
Pablo Francisco Rios Nieto
Nació el 16 de julio de 2003 en Cosamaloapan, hijo de Francisco J. Ríos Pérez y Patricia Nieto Ocampo, egreso de diversas escuelas del pueblo de Paraíso Novillero, como del Jardín de Niños Graciela Rivera de Pozos (2009), La Escuela Primaria México Libre (2015), La Escuela Secundaria Técnica Industrial #32 (2018), misma en la cual desarrollo interés por la historia de Paraíso Novillero, finalmente del Telebachillerato de Paraíso Novillero (2021), donde desarrolló una diversa cantidad de estudios sobre la historia de dicho pueblo y el Ingenio de este mismo. El año 2021 ingreso a la Facultad de Ingeniería, donde curso la carrera de Ingeniería Industrial, facilitándole el entender el porque el gran desarrollo de la Sociedad Agrícola E Industrial Francesa del Paraíso Novillero, así como desarrollando diversas investigaciones en el campo de la Ingeniería Industrial, que lo posicionaron como un Investigador y Escritor de otro Nivel. 
Auguste Genin
Escribió uno de los libros más importantes de la historia de Paraíso Novillero, donde refleja como la Industria Azucarera se desarrolló dentro de este pueblo. Su libro fue llamado Notes Du Sud Du Mexique y fue publicado en el año de 1908. 
Moisés Pouvreau
Otro escritor que se destacó por sus escritos sobre la historia y vida de Paraíso Novillero, su libro se enfoca en como se desarrolló la empresa, así como llegaron los tratos de los cuartetos y chalanes, entre otras cosas. Su libro se llamó Industries Du Sud Veracruz y fue publicado en el año de 1915. 
Víctor Fragoso Galeana
El doctor realizó una de las investigaciones más extensas sobre el origen de Paraíso Novillero, pues en su libro menciona desde el inicio hasta el cierre del Ingenio Azucarero, así cómo diversas entrevistas que realizó a exempleados que laboraron en dicho Ingenio. Su libro llevó el nombre de Auge de la Sociedad Agrícola E Industrial Francesa del Paraíso Novillero, y fue publicado en el año de 1998. 
Pablo Francisco Rios Nieto   
El Ingeniero realizó la investigación más extensa del pueblo, basándose a investigaciones pasadas, esto le ayudo a entender el origen de las cosas, y a descubrir nuevos sucesos y fechas importantes para el pueblo de Paraíso Novillero. Es considerado el mejor escritor de la Historia de Paraíso Novillero y un orgullo para el pueblo mismo. Su libro lleva el nombre de El Gran Paraíso Novillero, Pueblo Mágico e Histórico. A pesar de aun no ser publicado se tiene el documento original del libro y se prevé ser publicado en el año 2025. 